# Пузович, Владислав
Влади́слав Пу́зович (серб. Владислав Пузовић; 11 сентября 1978, Белград) — сербский историк. Ординарный профессор Богословского факультета Белградского университета (2022).
Область научных интересов: история Сербской православной церкви, история Русской Православной Церкви, история сербско-русских церковных отношений, история сербско-российских богословско-академических связей, история сербского богословия, история русской церковной эмиграции в XX веке, история межправославных церковных отношений.

## Биография
В 1993 году поступил в духовную семинарию Святого Саввы в Белграде, которую окончил в 1998 году. В период с 1994 по 1998 год был профессорским библиотекарем данной семинарии. В 2003 году окончил православный богословский факультет в Белграде.
В 2004 году становится стал ассистентом-стажёром на кафедре истории Церкви православного богословского факультета Белградского университета, на котором в 2008 году защищал магистерскую диссертацию «Црквене и политичке прилике у доба Великог раскола 1054. године» и стал доцентом кафедры истории Церкви. 11 декабря 2012 года там же защищал докторскую диссертацию «Историко-канонические аспекты взаимоотношений Карловацкого управления Русской Зарубежной Церкви и Московского Патриархата» (Историјско-канонски аспекти односа карловачке управе Руске заграничне Цркве и Московске патријаршије).
29 декабря 2021 года в Актовом зале Духовной школы Учёный совет и Общее собрание преподавателей присовил ему звание «Почётный доктор СПбДА». 1 сентября 2024 године там же епископ Петергофский Силуан вручил ему диплом почётного доктора богословия СПбДА.
31 августа 2022 года ему была присвоена степень ординарного профессора Православного богословского факультета Белградского университета.

## Публикации
- Црквене и политичке прилике у доба Великог раскола 1054. године (серб.). — Београд: Хришћански културни центар, 2008. — 310 с. — ISBN 978-86-85273-14-8.
- Руски путеви српског богословља. Школовање Срба на руским духовним академијама 1849-1917 (серб.). — Београд: Институт за теолошка истраживања Православног богословског факултета Универзитета у Београду, ЈП Службени гласник, 2017. — 830 с. — ISBN 978-86-7405-183-2.
- Путевима српске црквене историје. Научно наслеђе проте Стевана Димитријевића (серб.). — Београд: Православни богословски факултет Универзитета у Београду, 2021. — 286 с. — ISBN 978-86-7405-247-1.

- Сто година од смрти митрополита дабробосанског Саве (Косановића) 1839—1903 // Гласник: службени лист Српске православне цркве, год. LXXXV, бр. 8 (2003). — C. 187—191.
- Др Венијамин (Таушановић) епископ браничевски (1934—1952) // Гласник: службени лист Српске православне цркве, год. LXXXV, бр. 9 (2003). — C. 206—212.
- Поводом двадесетпетогодишњице од упокојења епископа жичког Василија (Костића) // Гласник: службени лист Српске православне цркве, год. LXXXV, бр. 12 (2003). — C. 281—287.
- Одјек Првог српског устанка у Босни // Гласник: службени лист Српске православне цркве, год. LXXXVI, бр. 8 (2004). — C. 197—199.
  - Одјек Првог српског устанка у Босни // Годишњак Духовне академије Св. Василија Острошког, бр. 3 (2004). — С. 17—21.
- Патријарх српски Варнава // Гласник: службени лист Српске православне цркве, год. LXXXVI, бр. 10 (2004) 245—255; бр. 11 (2004). — C. 278—289.
- Извештавање ГСПП о Руској Цркви између 1920. и 1940. године // Гласник: службени лист Српске православне цркве, год. LXXXVII, бр. 9 (2005). — C. 251—259. 2006.
- Протојереј Григорије Н. Константиновић // Богословље, год. LXV, бр. 1 (2006). — C. 221—222.
  - Протојереј Григорије Н. Константиновић // Српска теологија у XX веку: истраживачки проблеми и резултати, књ. 1 (2007). — C. 221—222.
- Др Саво Ђукановић // Богословље, год. LXV, бр. 1 (2006). — C. 222—223.
  - Др Саво Ђукановић // Српска теологија у XX веку: истраживачки проблеми и резултати, књ. 1 (2007). — C. 222—223.
- Архијереји Српске православне цркве одликовани између два светска рата // Годишњак Православног богословског факултета Св. Василија Острошког, бр. 6 (2007). — C. 371—373.
- Врхунац црквене кризе (1053—1054) — папски легати у Константинопољу // Богословље, год. LXVIII, бр. 2 (2008). — C. 144—163.
- Полемика о квасном и бесквасном евхаристијском хлебу у теолошким расправама из средине XI века // Црквене студије, год. VI, бр. 6 (2009). — C. 303—314.
- Архивное наследие Русской зарубежной Церкви в Сербии // Макарьевские чтения — материалы восьмой международной конференции (21-23 ноября 2009 года), отв. ред. В. Г. Бабин, Горно-Алтайск: Федеральное агентство по образованию, Российский гуманитарный научный фонд, Горно-алтайский государственный университет, Горно-Алтайск, 2009. — C. 287—293.
- Руска загранична Црква у периоду између два светска рата: преглед литературе у Србији // Српска теологија данас, књ. 1: Зборник радова Првог годишњег симпосиона (ПБФ Београд. — C. 29-30. мај 2009), уред. Б. Шијаковић, Београд: Институт за теолошка истраживања ПБФ, 2010. — C. 386—391.
- Канонски спорови у Московској патријаршији 20-х и 30-х XX века као изазов за савремену руску црквену историографију // Богословље, бр. 1-2, (2010). — C. 217—229.
- Посредовање српског патријарха Варнаве (Росића) у канонском спору између Московске патријаршије и Архијерејског синода Руске заграничне Цркве // Српска теологија данас, књ. 2: Зборник радова Другог годишњег симпосиона (ПБФ Београд, 28-29. мај 2010), уред. Б. Шијаковић, Београд: Институт за теолошка истраживања ПБФ, 2011. — C. 455—463.
- Вклад русской эмиграции в развитие сербской академической теологии // Международный научный симпозиум Русская диаспора и изучение русского языка и русской культуры у инославянском и иностранном окружении — тезисы докладов, отв. ред. Б. Станкович, Белград: МАПРЯЛ, Дом русского зарубежья им. А. Солженицына, Международное педагогическое общество в поддержку русского языка, Славистическое общество Сербии, Филологический факультет белградского университета, Русский дом в Белграде, Белград, 2011. — C. 39-40.
- Међународна научна конференција — Православље: цивилизацијски стожер словенског света // Теолошки погледи, бр. 2, (2011). — C. 165—167.
- Личност и дело проф. др Александра Павловича Доброклонског (I део) // Српска теологија у XX веку — истраживачки проблеми и резултати, књига 10, (2011). — C. 39—74.
- Русские эмигранты — преподаватели Православного богословского факультета в Белграде (1920—1940 гг.) // Труды КДА, 15 (2011). — C. 199—208.
  - Русские эмигранты — преподаватели Православного богословского факультета в Белграде (1920—1940 гг.) // Православ’я — цивiлiзацiйний стрижень слов’янського свiту — Збірник наукових праць, НАЦІОНАЛЬНА АКАДЕМІЯ НАУК УКРАЇНИ, Інститут археології, Інститут політичних і етнонаціональних досліджень ім. І.Ф. Кураса, Українське товариство охорони пам’яток історії та культури, Національний Києво-Печерський історико- культурний заповідник, Київська духовна академія і семінарія УПЦ, Дискусійний клуб «САМІТ», Російський історичний журнал «Родина», Киiв 2011. — C. 240—247.
- Личност и дело проф. др Александра Павловича Доброклонског (II део) // Српска теологија у XX веку — истраживачки проблеми и резултати, књига 11 (2012). — C. 92-111.
- Устројство Цркве у православном расејању у светлости полемике између Александра Шмемана и представника Руске заграничне Цркве // Српска теологија данас, књ. 3: Зборник радова Трећег годишњег симпосиона (ПБФ Београд. — C. 27-28. мај 2011), уред. Б. Шијаковић, Београд: Институт за теолошка истраживања ПБФ, 2012. — C. 549—566.
- Вклад русской эмиграции в развитие сербской академической теологии // Международный научный симпозиум: Русская диаспора и изучение русского языка и русской культуры в инославянском и иностранном окружении (Белград, 1—2 июня 2011 г.) — доклады, отв. ред. Б. Станкович. — Белград: МАПРЯЛ, Дом русского зарубежья им. А. Солженицына, Международное педагогическое общество в поддержку русского языка, Славистическое общество Сербии, Филологический факультет белградского университета, Русский дом в Белграде, Белград 2012. — C. 78—89.
- Отношение Сербской Православной Церкви к каноническому и юридическому положению Русской Православной Церкви Заграницей (1920—1930) // Христианское чтение. — 2012. — № 3. — С. 158—175.
- Срби на Кијевској духовној академији (1869—1879) // Српске студије (научни часопис Центра за Српске студије Одељења за историју Филозофског факултета Универзитета у Београду) 3 (2012). — C. 349—370.
- Завршни радови Срба на Кијевској духовној академији (1869—1899) // Српска теологија у XX веку — истраживачки проблеми и резултати, књига 12 (2012). — C. 152—173.
- Викентије Флоријанович Фрадински — историчар Цркве // Српска теологија у XX веку — истраживачки проблеми и резултати, књига 13, (2013). — C. 105—116.
- Константин Велики и Милански едикт у српској историографији // Зборник радова Међународног научног скупа «Црква у доба Св. Цара Константина Великог», уред. Р. Поповић. — Београд: Институт за теолошка истраживања Православног богословског факултета Универзитета у Београду, Висока школа — Академија Српске Православне Цркве за уметност и консервацију, 2013. — C. 138—147.
- Ауторитет Цариградске патријаршије у Православној Цркви према Сергију Викторовичу Троицком // Српска теологија у XX веку — истраживачки проблеми и резултати, књ. 14, Зборник радова научног скупа, прир. Б. Шијаковић, Београд: Православни богословски факултет, 2013. — C. 128—140.
- Теодор Иванович Титов — историчар Цркве (прилог проучавању веза између Кијевске духовне академије и Православног богословског факултета у Београду) // Српска теологија у XX веку — истраживачки проблеми и резултати, књ. 15, Зборник радова научног скупа, прир. Б. Шијаковић, Београд: Православни богословски факултет, 2014. — C. 127—152.
- Покровительство Сербской Православной Церкви над Русской Православной Церковью Заграницей (1920—1940) // Русский некрополь в Белграде — символ исторической дружбы, ред. М. Радоевич, М. Кович, Белград 2014. — C. 117—127.
- Сергей Викторович Троицкий (1878—1972) // Русский некрополь в Белграде — символ исторической дружбы, ред. М. Радоевич, М. Кович. — Белград 2014. — C. 358—359.
- Константинопольский патриархат и православная диаспора в XX веке: полемика вокруг создания экзархата православных русских церквей в Западной Европе // Вестник Православного Свято-Тихоновского гуманитарного университета. Серия 1: Богословие. Философия. Религиоведение. — 2014. — № 55 (5). — С. 26—44.
- Апелационо право Цариградске патријаршије — два гледишта у руској емиграцији // Српска теологија у XX веку — истраживачки проблеми и резултати, књ. 16, Зборник радова научног скупа, прир. Б. Шијаковић. — Београд: Православни богословски факултет 2014. — C. 142—150.
- Антиохијски патријарх Петар III (1052—1056) и црквена криза 1054. године // Зборник радова Византолошког института 51 (2014) 71-92 (коауторски рад са Б. Николић, први аутор) 43. Утицај Духовног регуламента (1721) на Свештеничка и Монашка правила митрополита београдско-карловачког Вићентија (Јовановића) // Зборник Матице српске за историју 90 (2014). — C. 37-54.
- Русские эмигранты студенты Православного богословского факультета Университета в Белграде (1920-1940 гг.) // Вестник Православного Свято-Тихоновского гуманитарного университета. Серия 2: История. История Русской Православной Церкви. — 2015. — № 2 (63). — С. 65—83.
- Формирање Руске заграничне Цркве у светлости канона о правима избеглих архијереја // Богословље 1 (2015). — C. 250—260.
- Научные труды протоиерея Феодора Ивановича Титова в сербских богословских журналах // Христианское чтение. — 2015. — № 2. — С. 158—177.
- Осврт на литературу о односима између Московске патријаршије и Руске Цркве у емиграцији // Српска теологија у XX веку — истраживачки проблеми и резултати, књ. 18, Зборник радова научног скупа, прир. Б. Шијаковић, Београд: Православни богословски факултет, 2015. — C. 97-103.
- Руске духовне академије и Срби од XVIII до почетка XX века // Календар «Црква». — Београд 2015. — C. 118—123.
- Последице Првог светског рата на српско-руске црквене односе // Зборник радова међународног научног скупа «Православни свет и Први светски рат», ур. В. Пузовић, Београд 2015. — C. 335—355.
- Предговор // Зборник радова међународног научног скупа «Православни свет и Први светски рат». — Београд 2015. — C. 9-13.
- Московска патријаршија и комунизам у XX веку: Декларација митрополита Сергија (Страгородског) из 1927. године и њена рецепција почетком XXI века // Српска теологија данас 2014, књ. 6, Зборник радова шестог годишњег симпосиона (ПБФ Београд, 30. mај 2014), уред. Р. Поповић, Београд: Институт за теолошка истраживања ПБФ, Београд 2015. — C. 11-21.
- О неким еклисиолошким темама у руској богословској мисли XX века // Српска теологија у XX веку — истраживачки проблеми и резултати, књ. 19, Зборник радова научног скупа, прир. Б. Шијаковић, Београд: Православни богословски факултет, 2015. — C. 47-61.
- Киевская духовная академия и сербы: историческое наследие и богословские перспективы // Труды Киевской духовной академии 2015. — № 23. — C. 209—222.
- Суђење Дамаскину Хиландарцу на Светој Гори и међуправославни односи средином XVII века // Анали Правног факултета у Београду 2 (2015). — C. 135—153.
- Константинопољски патријарх Михаило Кируларије (1043—1058) и црквена криза 1054. године // Српска теологија данас 2015, Зборник радова седмог годишњег симпосиона одржаног на Православном богословском факултету 29. маја 2015. године, ур. Р. Поповић. — Београд 2016. — C. 228—237.
- Патријарх Варнава (Росић) и црквени спорови у «Заграничној Русији» // Србија и Русија 1814-1914-2014, Зборник радова Међународног научног скупа (13-14. октобар 2014), ур. М. Војводић, Београд: Српска академија наука и уметности (САНУ), 2016. — C. 209—230.
- Иларион Зеремски и Иринеј Ћирић на Московској духовној академији: Прилог историји формирања српске богословске елите у Русији // Зборник Матице српске за друштвене науке 162 (2/2017). — C. 1-16.
- Драгомир Марић (1893—1964) // Д. Марић, Антологија из списа Светих Отаца и Учитеља Цркве, прир. А. Ђаковац. — Београд, 2018. — C. 139—144.
- Албум сећања на велику жртву // Албум сећања на наше претке из Првог светског рата, уред. А. Василић, Р. Алексић, Д. Младеновић. — Београд, 2018. — C. 21-22.
- Формирање богословске елите Карловачке митрополије у Русији (друга половина XIX — почетак XX века) // Богословље и духовни живот Карловачке митрополије: уводна разматрања, Зборник радова са научног скупа (Нови Сад, 11. децембар 2017), ур. В. Вукашиновић. — Београд, 2018. — C. 50-66.
- Програм и зборник резимеа међународног научног скупа // Осам векова аутокефалије Српске Православне Цркве (1219—2019): историјско, богословско и културно наслеђе, (10-14.12.2018), Београд, 2018. — C. 128 (приређивач са В. Таталовићем)
- Иван Савич Паљмов као истраживач српске црквене историје // Прилози за књижевност, језик, историју и фолклор, књ. 84 (2018). — C. 63-73.
- Auf der Suche nach ihrer Identität: Die Serbische Orthodoxe Kirche in Montenegro // OstWest. Europäische Perspektiven 4 (2018). — S. 277—285.
- О рецензији Петра Павловича Кудрјавцева на кандидатску дисертацију Радована Казимировића // Симплексис 1 (2018). — P. 20-31.
- Образовање српског свештенства у Русији (XVIII — почетак XX века) // Црквене студије. 2019. — № 16/2. — С. 319—342
- На Православном богословском факултету Универзитета у Београду: Међународни научни скуп «Осам векова аутокефалије Српске Православне Цркве (1219—2019): историјско, богословско и културно наслеђе» // Православље 1243/1244 (2019) 13-16 (извештај са скупа; са В. Таталовићем)
- Поводом педесетогодишњице од упокојења: Митрополит загребачки др Дамаскин Грданички (1892—1969) // Календар Црква 2019. — Београд 2019. — C. 120—123.
- Свети Сава и самосталност Српске Православне Цркве. Осам векова сведочења Васкрслог Христа // Православље 1261. 2019. — C. 12-15.
- Дореволуционе руске духовне академије као средишта богословског образовања Срба // Богословље и духовни живот Карловачке митрополије: културолошка и образовна преплитања и узајамни односи Цркава и политичких ентитета централне и југоисточне Европе од 1690. до 1918. године, Зборник радова са научног скупа (Београд-Нови Сад, 17-18. децембар 2018), ур. В. Вукашиновић, Београд 2019. — C. 11-21.
- Формирање богословске елите Карловачке митрополије у Русији (друга половина XIX — почетак XX века) // Богословље и духовни живот Карловачке митрополије. Зборник радова са научног скупа Београд — Нови Сад, 17-18. децембар 2018. — Београд. 2019. — С. 50-66
- Русские дореволюционные духовные школы в воспоминаниях их сербских выпускников // Христианское чтение. 2019. — № 5. — C. 199—213
- Санктпетербуршка духовна академија и Срби: историјски пут и богословско наслеђе // Христианское чтение. — 2020. — № 3. — С. 87-95
- Развој српске црквене историографије у Карловачкој митрополији у XIX и почетком XX века // Богословље и духовни живот Карловачке митрополије: У оквиру 800 година аутокефалије Српске Православне Цркве, Зборник радова са научног скупа (Београд-Нови Сад, 16-17. децембар 2019), ур. В. Вукашиновић, П. Перић. — Београд 2020. — С. 163—172.
- Путеви српске црквеноисторијске науке: српски богослови као истраживачи историје Српске Цркве // Осам векова аутокефалије Српске Православне Цркве, т. II. — Београд 2020. — C. 95-120. (соавтор: В. Таталовић)
- Свети Свештеномученик Платон епископ Бањалучки (осамдесет година од мученичке кончине (1941—2021)) // Календар Црква, Београд 2021, 89-92.
- О докторској дисертацији Ђока Слијепчевића, Зборник Матице српске за историју 103 (1/2021) 131—141.
- Емилијан Радић и Русија — први доктор богословља у Карловачкој митрополији, Богословље и духовни живот Карловачке митрополије: Црква и политика: сусрет, сукоб и дијалог идентитета — духовни и теолошки оквири и тумачења, Зборник радова са научног скупа (Београд-Нови Сад, 1-2. децембар 2020), ур. В. Вукашиновић, Н. Лукић. — Београд 2021. — C. 103—123.
- Свети Мардарије (Ускоковић) као студент Санктпетербуршке духовне академије (према материјалима из архива Академије) // Богословље 80/1 (2021) 5-22. (коауторски рад са К. Костромином).
- Писма Јеврема Бојовића Нилу Александровичу Попову // Зборник Матице српске за друштвене науке 179 (3/2021) 347—359.
- Школовање Епископа бачког Иринеја (Ћирића) у Русији // Епархија Бачка у осмовековној историји Српске Православне Цркве / ур. С. Бошков, Б. Стојковски и П. Вајагић, Б. Паланка — Н. Сад 2021. — C. 209—217.
- Последице Првог светског рата на српско-руске богословско-академске везе, Крај рата, Срби и стварање Југославије, Зборник радова Међународног научног скупа (29-30. новембар 2018), ур. М. Војводић. — Београд: САНУ, 2021. — C. 371—383
- Вклад русских церковных историков в развитие сербской церковной историографии // Христианское чтение. 2022. — № 1. — С. 368—379.
- Прота Стеван Димитријевић и Српска краљевска академија // Зборник Матице српске за друштвене науке 181 (1/2022) 63-73.

- Кроз историју древне Цркве (обзор книги А. П. Лебедев, Свештенство древне Васељенске Цркве од апостолских времена до X века, превод М. Станковић, Београд, (2002)) // Православље, год. LXIX (LXIII), бр. 887 (2004) — С. 20
- Пети Васељенски сабор (обзор книги Пети Васељенски сабор-1450 година Светог Петог Васељенског сабора 553—2003, Србиње (2004)) // Годишњак Духовне академије Св. Василија Острошког, бр. 3 (2004). — C. 122—124.
- Игњатије Марковић, Сто седамдесет пет година Богословије Светог Саве у Београду (1836—2011) // Богословље, бр. 2, (2011). — C. 131—133.
- Марко Николић, Екуменски односи Српске православне и Римокатоличке Цркве 1962—2000. године // Богословље, бр. 2 (2011). — C. 135—138.
- Лексикон Библијске егзегезе / Р. Кубат, П. Драгутиновић, прир. Београд: Библијски институт ПБФ УБ, 2018, 534 с. // Вестник ПСТГУ, серия I (богословие, философия, религиоведение), 81 (2019). — C. 153—157.

- Руска емиграција у XX веку — јединствен феномен у историји // Православље, 1101, 1. фебруар 2013. — С. 20—23. (интервью)
- Руски путеви наших теолога (Разговор са Владиславом Пузовићем) // Православље, бр. 1237. — C. 31-34
- Интервју поводом 100 година од васпостављања патријаршије // Растко 19-20. 2020. — С. 27-32.